# Kadrovska služba
Kadrovska služba (angleško Human Resource Department) je organizacijska enota znotraj podjetja oziroma druge oblike organizacije, ki izvaja naloge in funkcije kadrovskega managementa (tudi management kadrovskih virov, management človeških virov, upravljanje s človeškimi viri) (angleško Human Resource Management - HRM)

## Poslanstvo kadrovske službe
Temelj vsakega podjetja oziroma druge oblike organizacije so v njej zaposleni ljudje. Kadri predstavljajo največji potencial in konkurenčno prednost za organizacije. Od tega kako vodstvo ravna s temi je odvisno, ali bo podjetje delovalo uspešno in učinkovito. Uspešne organizacije se od manj uspešnih razlikujejo po tem, kako management ravna s kadri, kako jih planira, razvija in usposablja, kako jih nagrajuje ter kako vzdržuje učinkovite medosebne odnose 

## Zaposleni v kadrovski službi
Tako managerji kot kadrovske službe so potrebni pri učinkovitem kadrovskem managementu, vendar je pomembna delitev vlog, odgovornosti in pristojnosti. Profesionalci v kadrovskih sektorjih, službah, oddelkih imajo glavno vlogo pri oblikovanju sistema in elementov v kadrovskem managementu ter pomagajo linijskim managerjem pri uporabi teh elementov.
Za kadrovski management odgovarja in ga vodi t. i. top management, linijski managerji (vodje) pa so v celoti odgovorni za njegovo izvajanje in uspeh. V top management lahko uvrščamo tudi kadrovske direktorje (npr. člani uprave ali direktorji sektorjev). Njihova naloge je, da dajejo predloge za inoviranje procesa v politiki in praksi ravnanja s kadri. Zagotavljajo skladnost kadrovskim sistemom, olajšujejo njihovo izvajanje in skrbijo za ustrezno delovanje. Med drugim tudi dajejo nasvete in pomagajo linijskim managerjem, da čim lažje uvajajo izbrane spremembe 

## Funkcije kadrovske službe
Pomen kadrov v organizacijah se spreminja in s tem se spreminja tudi pomen posameznih funkcij v kadrovski dejavnosti 

### Sistemizacijain organizacija
Sistemizacija je eden izmed obveznih aktov v organizaciji, s katerim organizacija definira delovna mesta, jih ovrednoti in razvrsti v tarifne skupine in plačilne razrede glede na zahtevnost dela in druge značilnosti. Vsi podatki, ki jih zberemo na podlagi analize delovnega mesta so potrebni za razpisovanje in vrednotenje zahtevnosti delovnega mesta . T.i. Akt o organizacijski strukturi in sistemizaciji delovnih mest pomeni popoln pregled notranje organizacije podjetja (organizacijske enote na vseh ravneh) kot tudi temeljnih kadrovskih procesov, ki se v času trajanja delovnega razmerja v podjetju oziroma organizaciji izvajajo.

### Privabljanje in pridobivanje novih kadrov
Potencialne kandidate za prosto delovno mesto privabljamo s pomočjo oglaševanja razpisanega delovnega mesta. Pri oglaševanju je potrebno biti pozoren na to, komu je sporočilo namenjeno, kaj želimo sporočiti, kako sporočilo definiramo in kakšne rezultate smo z določenim načinom oglaševanja dosegli. Namen oglaševanja je pridobiti ustrezne kandidate in zagotoviti nabor kandidatov, iz katerega lahko kasneje izberemo najbolj ustreznega kandidata za določeno delovno mesto. Potrebno je definirati ciljno skupino oglasa, določiti medije (na kakšen način bomo oglas predstavili, npr. v časopisu, na spletu, na televiziji…), oblikovati sporočilo in spremljati dobljene rezultate.

### Izbor kadrov
Gre za proces, v katerem se kadrovski management na podlagi podatkov, ki jih je pridobil tekom selekcije, odloči, katerega izmed kandidatov bo izbral za opravljanje določenega dela. Managerji morajo sprejeti odločitve o tem, do katere mere imajo kandidati za delo ustrezne spretnosti, sposobnosti in znanje. Izbor kadrov poteka od prejema in pregleda prijavnega obrazca kandidata, njegovega življenjepisa (angleško Curriculum vitae), priporočil in dokazil, kadrovskega vprašalnika, preizkusov sposobnosti in drugih testiranj, do selekcijskega intervjuja in nazadnje dokončnega izbora najprimernejšega kandidata.

### Ocenjevanje zaposlenih
Delo zaposlenih je smiselno ocenjevati iz več razlogov, med drugim zato, da vidimo ali prihaja do napredka, stagnacije, težav pri delu... Na ta način lahko kadrovski managerji dobijo oceno delovne uspešnosti zaposlenih. Ocenjevanje je lahko individualno (za posameznega zaposlenega), skupinsko (za skupino zaposlenih v določeni enoti )ter kolektivno (vključuje vse zaposlene v organizaciji). Kadrovski managerji se morajo zavedati, da se lahko pri ocenjevanju pojavijo določene napake, kot npr. halo efekt, kontrast, ocenjevalec je lahko preveč strog/popustljiv...

### Plača, nagrajevanje in druge oblike motiviranja
Plača ali nagrada za delo sodi med psihološke faktorje. Kriteriji nagrajevanja se v posameznih organizacijah razlikujejo in so odvisni od zastavljenih ciljev organizacije.
Sistem nagrajevanja je dinamičen sistem, ki zajema tako finančne (fiksna in spremenljiva plača)kot tudi nefinančne nagrade, ugodnosti pri delu, procese merjenja, vrednotenje dela posameznika, vrstni red ravni ugodnosti, sistem nagrajevanja delovne uspešnosti, motiviranje zaposlenih in kakšne učinke pričakujemo (vpliv vrednot, kulture), dodatki (nagrade za vloge, pristojnosti, zmožnosti, izkušnje – raven in položaj posameznika v organizaciji), postopki (varovanje učinkovitosti sistema, razvijanje odnosa kadrov do plače), temeljit nadzor obstoječega sistema nagrad (splošen pregled, analiza sistema nagrad, postavljanje ciljev ter projektno načrtovanje in ravnanje). 
V praksi se najpogosteje pojavljajo sistemi nagrajevanja, kot so nagrajevanje po času, po normi, po akordu, po skupnem ekonomskem učinku in sistem premij in nagrad. 
Kadrovska služba skrbi za ohranjanje in povečanje motivacije, vključenosti in predanosti zaposlenih delu na način, da jim predstavijo pravila in procese, s katerimi zaposlenim dajo občutek, da so cenjeni in nagrajeni za to, kar v podjetju ali drugi obliki organizacije delajo in dosežejo 

### Odnosi med zaposlenimi
Gre za funkcijo kadrovske službe, ki se zanima za krepitev odnosov med delodajalcem in zaposlenim na podlagi merjenja zadovoljstva na delovnem mestu, klime ter drugih povratnih informacij od zaposlenih, za dogovarjanje z zaposlenimi ter za reševanje konfliktov. Med te odnose sodijo tudi odnosi med zaposlenimi in sindikatom. 

### Delovni čas
Naloga kadrovske službe je med drugim tudi določanje in organizacija delovnega časa zaposlenih: načrtovanje delovnega časa, določanje urnikov dela, urejanje pravic zaposlenih v zvezi z delovnim časom in delom prostih dni.

### Administracija
Ta funkcija kadrovske službe vsebuje predvsem vodenje in urejanje kadrovskih podatkov, hramba osebnih podatkov in celotne dokumentacije v zvezi z zaposlitvijo in delom posameznika, vodenje zakonsko določenih postopkov v zvezi z zaposlitvijo posameznika, zagotavljanje ustrezne IKT podpore kadrovski funkciji in izvedbi aktivnosti v zvezi s kadri.

### Izobraževanje,usposabljanje, razvoj
Razvoj zaposlenih se lahko obravnava kot posebno področje ravnanja z zaposlenimi, ki vključuje:
- učenje (relativno trajna sprememba v vedenju in sposobnostih posameznika kot posledica izkušenj in prakse);
- izobraževanje (pridobivanje znanja, razvijanje vrednot…);
- usposabljanje (načrtovano in sistematično spreminjanje vedenja, do katerega pride ob spremljanju učnih primerov);
- razvoj (formalna izobrazba, izkušnje na delovnem mestu, mentorski odnos, ocenjevanje osebnostnih lastnosti in sposobnosti, kar je v pomoč zaposlenim, da se pripravijo za prihodnost, prihodnje naloge [5])[1]

Delodajalci morajo zaposlenim zagotavljati vsa potrebna orodja in pripomočke za doseganje uspeha. Novim zaposlenim ponudijo dodatna usposabljanja, da bi jim pomagali pri vključevanju v kulturo organizacije. Številne kadrovske službe zagotavljajo vodena usposabljanja in profesionalni razvoj. Usposabljanja za vodenje so priporočena za supervizorje in managerje, ki so ali na novo zaposleni ali pa želijo napredovati. Priložnosti za profesionalni razvoj so namenjene tistim zaposlenim, ki si želijo napredovati, ali pa za tiste, ki želijo doseči nek oseben cilj (npr. diplomirati)

## Specifične politike pri ravnanju s kadri

### Starost in zaposlitev
Pomembno je predvsem obravnavanje diskriminacije v zvezi s starostjo in zaposlitvijo, pri čemer je poudarek na dejstvih, da je starost slab napovedni dejavnik uspešnosti pri delu in da je napačno enačiti fizično in mentalno sposobnost za opravljanje dela.

### Disciplina
Zaposleni imajo pravico vedeti, kaj se od njih pričakuje in kaj se lahko zgodi, če ne upoštevajo pravil v podjetju oziroma organizaciji. 

### Management raznolikosti
Med zaposlenimi obstajajo razlike (individualne, kulturne, verske…), ki jih je potrebno prepoznati in jih ustrezno obravnavati, zato da bodo zaposleni delo opravljali bolj učinkovito. Z upravljanjem raznolikosti je moč doseči bolj produktivno delovno okolje, v katerem se bodo zaposleni počutili cenjeni, lahko bodo izrazili svoje talente in dosegali cilje podjetja oziroma organizacije. 

### E-poštain uporaba interneta
Pošiljanje ali nalaganje e-pošte, ki ima žaljivo vsebino je prepovedano in posameznik, ki takšno pošto prejema ali pošilja, mora biti obravnavan s skladu z disciplinskim postopkom. Lahko se tudi prepove kakršnokoli iskanje po spletu ali nalaganje zadev, ki niso neposredno povezne s samim delom, ki ga zaposleni mora opravljati.

### Pravice zaposlenih do podajanja pritožb in pripomb vodstvu
Angleški izraz za to je Employee voice. Gre za prizadevanja organizacije, da imajo njeni zaposleni možnost podajati svoja mnenja, pritožbe in pripombe vodstvenemu kadru.

### Enake možnosti
Naloga organizacije je, da zaposlenim zagotavlja enake možnosti ne glede na spol, starost, rasno ter versko pripadnost in zakonski stan. Na drugi strani pa si organizacija mora prizadevati za preprečevanje diskriminacije zoper zaposlenih. Enake možnosti za zaposlene naj bodo na vseh ravneh dela kadrovske službe (tako pri zaposlovanju kot tudi pri usposabljanju, razvoju ter napredovanju).

### Zdravjeinvarnost
Pomembno je, da organizacija skrbi za varnost in zdravje zaposlenih na delovnem mestu (npr. da jim zagotavlja ustrezno opremo in osnovne standarde varnosti, nudi zaščito pred poškodbami…). Tudi preprečevanje in nadzor nad zlorabo substanc na delovnem mestu je skrb kadrovske službe, predvsem to, da opazi, da ima zaposleni težave z zlorabo substanc in mu nudi ustrezno pomoč (npr. utemeljeno odsotnost z delovnega mesta zaradi zdravljenja pripišejo bolniškemu dopustu; zaposlenemu dajo možnost pogovora o težavi in iskanju rešitve…).

### Napredovanje zaposlenih
Naloga kadrovske službe je, da odloča o napredovanju zaposlenih na določenem delovnem mestu (zakaj bodo napredovali, na katero delovno mesto, kdaj, kakšno bodo plačilo in bonitete na novem delovnem mestu…).

### Odpuščanje zaposlenih
Organizacija mora zaposlenim zagotoviti zaposlitveno varnost. Prizadevati si mora za izogibanje nezaželenemu odpuščanju zaposlenih na način, da jim nudi premestitev ali program za usposabljanje. V primeru, ko je odpustitev z delovnega mesta neizogibna, mora organizacija zaposlenemu zagotoviti pošteno in enakopravno obravnavo, pomoč in alternativno zaposlitev. 

### Nadlegovanje innasilje na delovnem mestu
Sem sodijo tako fizično nasilje kot spolno nadlegovanje. Organizacija je dolžna ščititi zaposlene ter ustrezno ukrepati zoper povzročitelja nadlegovanja oziroma nasilja na delovnem mestu. V primeru pojava nadlegovanja ali nasilja mora organizacija zaposlenim nuditi ustrezno pomoč (podpora, svetovanje…).

## Zunanja dejavnost
Na področju kadrovske službe je veliko govora o zunanji dejavnosti (Outsourcing), ki se vedno bolj uveljavlja kot učinkovit način, s katerim oddelki kadrovske službe prispevajo k izvajanju poslovnih strategij in osnovne dejavnosti določene organizacije.Pri zunanji dejavnosti gre za ljudi, procese in tehnologijo, ki so potrebni za izvajanje procesov, kot so iskanje, načrtovanje in zaposlovanje, motiviranje, usposabljanje, izobraževanje in razvoj kadrov, varstvo in zdravje pri delu, ohranjanje, odpuščanje in upokojevanje kadrov.
Kriterij, ki ga podjetja uporabljajo za izbiro zunanje dejavnosti, vključuje:
- utemeljen razlog, zakaj zaposliti določene svetovalce;
- raziskovanje njihovega predhodnega dela;
- zagotovitev, da bodo delali tisto, kar so obljubili;
- zagotovitev, da so njihove naloge točno določene in da jih bodo izvrševali.[3]

Popolno izvajanje kadrovske dejavnosti s strani zunanjega izvajalca (A professional Employer Organization – PEO ) 
prevzema celotno odgovornost za ravnanje z zaposlenimi v določen podjetju. Ima zadnjo besedo pri zaposlovanju, odpuščanju in višini plače, ki jo zaposleni prejemajo. Po definiciji je nek zunanji servis PEO takrat, ko prevzame zakonsko predpisano odgovornost za zaposlene. Nekateri zunanji izvajalci s področja ravnanja z zaposlenimi razumejo pojem PEO v kontekstu, ko delajo s prvotnimi vidiki človeških virov, kot so npr. izplačevanje plač in dodatkov, vendar tega ne dojemajo kot legalno partnerstvo s podjetjem.
Zunanje izvajanje razvoja procesa kadrovske dejavnosti (Business Process Outsourcing – BPO) 
se nanaša na zunanje izvajanje na vseh področjih in ne samo na področju upravljanja s človeškimi viri. BPO se od drugih razlikuje po tem, da vlaga v novo tehnologijo ali posodablja obstoječe tehnologije na način, da izboljša proces delovanja. Na področju upravljanja s človeškimi viri bo BPO poskrbel, da je sistem kadrovske službe podjetja podprt z najnovejšimi tehnologijami (npr. samodostop in shranjevanje podatkov o človeških virih). 
Zagotavljanje aplikacij v organizaciji/podjetju (Application service providers – ASPs) 
gosti programsko opremo na omrežju in jo izposoja uporabnikom. Nekateri med njimi gostijo prav posebno programsko opremo v namene ravnanja z zaposlenimi. Ta programska oprema so lahko dobro poznani paketi aplikacij (npr. People Soft) drugi pa so le preurejeni računalniški programi, ki jih je razvil določen prodajalec programa. Takšni računalniški programi lahko upravljajo s plačami, bonitetami...
E-servisi so tisti servisi za ravnanje z zaposlenimi, ki temeljijo na internetnem omrežju. Tako BPO kot ASP se pogosto nanašajo na e-servise.
Prednosti izvajanja zunanje dejavnosti vključujejo zmanjšanje stroškov, dostop do strokovnega znanja, ki ga ni mogoče pridobiti znotraj upravlja z zaposlenimi, povečanje fleksibilnosti in hitrost odzivanja ter razbremenitev ravnanja s kadri, zato da se slednji lahko osredotoči na bolj pomembne aktivnosti.